# Dragon Ball Z - Le origini del mito
Dragon Ball Z - Le origini del mito (ドラゴンボールZ たったひとりの最終決戦〜フリーザに挑んだZ戦士 孫悟空の父〜?, Doragon Bōru Zetto Tatta Hitori no Saishū Kessen ~Furīza ni Idonda Zetto-senshi Kakarotto no Chichi~, lett. "Dragon Ball Z: Una solitaria, decisiva battaglia - Il padre del guerriero Z Kakaroth, che sfidò Freezer") è il primo speciale televisivo tratto della serie anime Dragon Ball Z, a sua volta basata sul manga Dragon Ball. Fu originariamente trasmesso in Giappone su Fuji Television il 17 ottobre 1990, tra gli episodi 63 e 64 della serie TV, totalizzando il 23,6% di share. Lo speciale approfondisce alcuni fatti raccontati nell'opera originale, ovvero gli ultimi giorni di vita di Bardack (padre del protagonista del manga Son Goku) e il genocidio dei Saiyan da parte del tiranno galattico Freezer. In Italia lo speciale fu inizialmente distribuito in VHS nel 1998, mentre la prima trasmissione televisiva avvenne il 14 luglio 2001 su Rai 2.
Nel 2011 è stato pubblicato il manga Dragon Ball: Episode of Bardock, che funge da sequel allo speciale. In questa storia controfattuale, Bardack sopravvive al genocidio dei Saiyan venendo spedito nel passato, dove si trova a combattere contro Chilled, antenato di Freezer. Nello stesso anno il manga è stato adattato in un cortometraggio anime omonimo.

## Trama
Sul pianeta Vegeta è appena nato Kakaroth, figlio del Saiyan Bardack. Il piccolo, di basso potenziale combattivo, verrà inviato in un pianeta remoto (la Terra) al fine di distruggervi ogni forma di vita. Nel frattempo, Bardack e la sua squadra stanno facendo la stessa operazione sul pianeta Kanassa. Dopo che l'incarico è stato apparentemente completato, Bardack e l'equipaggio si riposano e celebrano la loro vittoria, fino a quando, improvvisamente, un guerriero kanassiano, sopravvissuto all'attacco, coglie Bardack di sorpresa e lo colpisce al collo, donandogli il "dono" di vedere il futuro. Il guerriero Kanassiano fa a Bardack una terribile previsione, svelandogli che di lì a poco tutti i membri della sua razza verranno uccisi esattamente come è accaduto a lui, prima di venire ucciso dal Saiyan. Bardack così acquisisce la capacità di vedere la distruzione del pianeta Vegeta e lo sterminio dei Saiyan da parte di Freezer, nonché il futuro del proprio figlio.
Bardack inizialmente respinge le visioni senza dargli importanza e, dopo essersi ristabilito, va ad unirsi alla sua squadra sul pianeta Mith, ma scopre ben presto che i suoi amici sono stati uccisi. Riesce comunque a parlare con il morente Toma, che gli dice che Freezer ha ordinato l'attacco perché spaventato dal crescente potere dei Saiyan. Inorridito e poi furioso dalle parole del suo compagno caduto, Bardack gli pulisce il viso con il fazzoletto che Toma portava al braccio, ora sporco del suo sangue e lo avvolge sulla propria fronte, come fosse una bandana, per poi uccidere i responsabili. Pochi istanti dopo, però arriva Dodoria, scagnozzo di Freezer, che riesce a sopraffare Bardack facilmente e crede di ucciderlo. Seppur gravemente ferito, Bardack riesce a tornare al pianeta Vegeta.

Bardack si prepara ad attaccare Freezer.

Tramite le sue visioni sempre più chiare, Bardack si rende conto che Freezer vuole distruggere l'intero popolo dei Saiyan annientando il loro pianeta. Purtroppo, non riesce a convincere gli altri Saiyan del pericolo imminente e, senza altra scelta, decide di affrontare Freezer da solo. Dopo aver superato le guardie di Freezer, Bardack lancia un grande attacco energetico al tiranno stesso, aspettandosi una sicura vittoria. Tuttavia, Freezer contrappone all'attacco con la sua Supernova, che distrugge Bardack, molte delle sue guardie e il pianeta Vegeta stesso. Mentre sta morendo, Bardack ha un'ultima visione del futuro: suo figlio Kakaroth di fronte a Freezer sul pianeta Namecc. Essendo certo che Kakaroth sconfiggerà Freezer, Bardack sorride mentre si disintegra insieme al pianeta, dicendo telepaticamente a suo figlio (ormai diretto verso la Terra) di vendicare i Saiyan.
Altrove, Vegeta, avendo appena completato una missione su un mondo lontano, viene informato da Nappa della distruzione del suo pianeta natale a causa dell'impatto con un enorme meteorite. L'orgoglio di Vegeta gli impedisce di esprimere il suo shock, rimanendo esteriormente impassibile. Poco dopo, la navicella spaziale di Kakaroth atterra sulla Terra, dove viene trovata da un uomo anziano di nome Son Gohan. Il vecchio decide di fare da nonno adottivo al piccolo, e lo chiama Son Goku, prendendo l'impegno di farne un campione di arti marziali.

### Nuovi personaggi
- Bardack (バーダック?, Bādakku): un guerriero Saiyan ed è il padre di Radish e Kakaroth. Anch'egli è un guerriero Saiyan di infimo livello che guida un piccolo plotone composto da altri quattro Saiyan: Toma, Seripa, Toteppo e Panbukin. In questa apparizione possiede un livello di combattimento pari a 10,000. Come per gli altri Saiyan, il suo nome è un gioco di parole che fa riferimento a quello di un ortaggio, in questo caso "Bardack" si riferisce alla bardana.
- Toma (トーマ?, Tōma): uno dei membri della squadra di Bardack, forse il suo migliore amico. Dopo che Bardack viene ferito, lo porta dai medici del pianeta Vegeta. Quando tutti i suoi compagni vengono uccisi da Dodoria, lui è l'unico che riesce a sopravvivere, almeno fino all'arrivo di Bardack sul pianeta Mith. Sarà lui a rivelare al padre di Goku il tradimento di Freezer, prima di morire tra le sue braccia. La fascia che Bardack porta in testa era una sua benda sporca di sangue, che Toma portava al braccio sinistro. Toma porta un modello di tuta da battaglia blu avanzato e uno scouter verde. Il suo colpo più forte è l'Onda Infuocata, eseguito sull'ultimo abitante del pianeta Kanassa, dove la squadra si trovava in missione. Il suo nome deriva probabilmente dall'inglese tomato, ovvero pomodoro.[4]
- Seripa (セリパ?, Seripa): un'amica di Bardack e parte della sua squadra. Prende la decisione di non aspettarlo e parte con il resto della squadra per il pianeta Mith, ma là viene uccisa insieme a i suoi compagni dagli uomini di Dodoria. Anche in questo caso, il nome della Saiyan è un gioco di parole, anche se un po' contorto: "Seripa" deriva dalla parola inglese parsley, ovvero prezzemolo.[4]
- Toteppo (トテッポ?, Toteppo): uno dei membri della squadra di Bardack. Ha una evidente cicatrice a graffio sulla fronte, calvizie e una pelle molto chiara, quasi cadaverica. Lo si vede mangiare molto spesso ed è molto silenzioso. Viene ucciso insieme al resto della squadra in assenza di Bardack, dagli uomini di Dodoria. Il suo nome deriva probabilmente dall'anagramma della parola inglese potato, patata.[4]
- Panbukin (パンブーキン?, Panbūkin): uno dei membri della squadra di Bardack. Il suo nome deriva probabilmente dall'inglese pumpkin, in italiano zucca.[4]
- Toolo (トオロ?, Tōro): un guerriero del pianeta Kanassa, l'unico a sopravvivere all'assalto del team di Bardack. Successivamente attacca Bardack, trasferendogli il potere innato della sua razza, la precognizione. Viene colpito da Toma con un colpo energetico, ma riesce a sopravvivere per poter avvertire Bardack dell'imminente fine della sua stirpe. Subito dopo, Bardack lo finisce con un altro colpo energetico. La sua voce continuerà a tormentare il Saiyan anche dopo che questi rientrerà sul pianeta Vegeta.

## Personaggi e doppiatori
| Personaggio     | Doppiatore originale | Doppiatore italiano (doppiaggio originale)              | Doppiatore italiano (ridoppiaggio 2003)           |
| --------------- | -------------------- | ------------------------------------------------------- | ------------------------------------------------- |
| Bardack         | Masako Nozawa        | Luca Biagini                                            | Marco Balzarotti                                  |
| Son Goku        | Masako Nozawa        | Lorenzo De Angelis (neonato) Andrea Ward (adulto)       | Federica Valenti (neonato) Paolo Torrisi (adulto) |
| Toma            | Kazuyuki Sogabe      | Massimo Rinaldi                                         | Lorenzo Scattorin                                 |
| Seripa          | Yūko Mita            | Roberta Greganti                                        | Renata Bertolas                                   |
| Panbukin        | Takeshi Watabe       | Vittorio Guerrieri                                      | Diego Sabre                                       |
| Toteppo         | Kōzō Shioya          | Franco Chillemi                                         | Pietro Ubaldi                                     |
| Freezer         | Ryūsei Nakao         | Gerolamo Alchieri                                       | Gianfranco Gamba                                  |
| Zarbon          | Shō Hayami           | Francesco Bulckaen                                      | Claudio Moneta                                    |
| Dodoria         | Yukitoshi Hori       | Roberto Stocchi                                         | Luca Bottale                                      |
| Toolo           | Banjō Ginga          | Pasquale Anselmo                                        | Patrizio Prata                                    |
| Nonno Son Gohan | Kinpei Azusa         | Ambrogio Colombo                                        | Orlando Mezzabotta                                |
| Vegeta          | Ryō Horikawa         | Corrado Conforti (bambino) Massimo De Ambrosis (adulto) | Gianluca Iacono                                   |
| Nappa           | Shōzō Iizuka         | Luciano Marchitiello                                    | Riccardo Lombardo                                 |
| Saiyan A        | Hirohiko Kakegawa    | Maurizio Reti                                           | Luca Sandri                                       |
| Saiyan B        | Yūji Machi           | Sergio Matteucci                                        | Giorgio Bonino                                    |
| Saiyan C        | Chie Satō            | Cinzia De Carolis                                       | Marcella Silvestri                                |
| Saiyan D        | Shinobu Satōchi      | Maurizio Romano                                         | Lorenzo Scattorin                                 |
| Saiyan E        | Michio Nakao         | Roberto Draghetti                                       | Diego Sabre                                       |
| Narratore       | Jōji Yanami          | Gaetano Varcasia                                        | Mario Scarabelli                                  |

## Colonna sonora
Oltre alla classica sigla d'apertura "Cha-La Head-Cha-La", lo special presenta due nuove canzoni. La prima è un omaggio al singolo synth pop Solid State Survivor degli Yellow Magic Orchestra, Solid State Scouter (｢ソリッド・ステート・スカウター｣?, "Soriddo Sutēto Sukautā") di Yasunori Iwasaki, eseguita dai Tokio con la Dragon Magic Orchestra, che si sente per due volte nello speciale ed è stata in seguito utilizzata in alcuni videogiochi. La seconda è Hikari no tabi (｢光の旅｣? lett. "Viaggio di luce") di Dai Satō e Chiho Kiyoka, cantata da Hironobu Kageyama e KUKO durante i titoli di coda.

## Edizione italiana
Il primo doppiaggio italiano dello speciale, usato per l'uscita in VHS e per le trasmissioni TV precedenti al 2003, fu eseguito dalla Coop. Eddy Cortese di Roma e diretto da Fabrizio Mazzotta su dialoghi tradotti da Irene Cantoni e adattati da Luciano Setti, con un cast differente da quello della serie TV. La terminologia fu mantenuta fedele alla versione italiana del manga.
Lo speciale fu ridoppiato nel 2003 dal cast italiano di Dragon Ball Z per la trasmissione in due episodi (intitolati "Il padre di Goku" e "La distruzione del pianeta Vegeta") su Italia 1 nella serie Dragon Ball: La saga. Il ridoppiaggio fu effettuato dalla Merak Film di Milano e curato da Paolo Torrisi, con dialoghi in buona parte trascritti da quelli del primo doppiaggio. Tuttavia ci sono varie differenze in questo adattamento rispetto al precedente. Tra le principali: 
- la terminologia venne cambiata utilizzando quella dell'adattamento italiano della serie TV, mentre furono inspiegabilmente eliminati i riferimenti ai Saibaimen e al nome di Son Gohan;
- alcuni dialoghi vennero modificati per eliminare riferimenti diretti alla morte e all'inferno;
- furono aggiunti "pensieri" e dialoghi di pura fantasia in scene dove i personaggi non parlano (inclusa la narrazione, che in realtà è presente solo in apertura e chiusura dello speciale).

Il ridoppiaggio è stato poi utilizzato per le successive trasmissioni TV e per l'uscita in DVD.

## Edizioni home video
L'edizione VHS dello speciale fu prodotta da Dynamic Italia e distribuita da Terminal Video Italia nel 1998. La VHS conteneva lo special con il primo doppiaggio.
L'edizione DVD fu prodotta da Dynit, nuova incarnazione della Dynamic Italia. L'11 novembre 2006 fu distribuita in edicola da De Agostini, mentre la distribuzione sul mercato avvenne l'11 aprile 2007 a opera della Terminal Video Italia. Mentre il master video è un semplice riversamento dalla precedente VHS, l'audio è disponibile in italiano in Dolby Digital 5.1 e in giapponese in 2.0. Poiché la versione italiana dello speciale fu concessa da RTI, il DVD contiene esclusivamente il ridoppiaggio. Sono inclusi inoltre i sottotitoli in italiano e, come extra, landscapes e schede sui personaggi.

## Altri media
Il 12 gennaio 1993 Shūeisha pubblicò un anime comic con le foto dello speciale, che fu importato in Italia da Star Comics nel luglio 2000.